# Giải vô địch bóng chuyền nữ châu Á 2015
Giải vô địch bóng chuyền nữ châu Á 2015 được tổ chức từ ngày 20 đến ngày 28 tháng 5 năm 2015 tại Thiên Tân, Trung Quốc.

## Vòng loại
Ban đầu có 16 đội tuyển tham dự giải lần này, sau đó hai đội Turkmenistan và Fiji rút lui. Dưới đây là danh sách các đội phân theo khu vực

### Các đội tuyển tham dự
| Trung Á                               | Đông Á                                                                     | Châu Đại Dương | Đông Nam Á                        | Tây Á |
| ------------------------------------- | -------------------------------------------------------------------------- | -------------- | --------------------------------- | ----- |
| Iran · Ấn Độ · Sri Lanka · Kazakhstan | Trung Quốc · Đài Bắc Trung Hoa · Hồng Kông · Nhật Bản · Mông Cổ · Hàn Quốc | Úc             | Thái Lan · Việt Nam · Philippines |       |

## Địa điểm
| Thiên Tân, Trung Quốc                    | Thiên Tân, Trung Quốc                    |
| ---------------------------------------- | ---------------------------------------- |
| Sân vận động trung tâm Olympic Thiên Tân | Tianjin Polytechnic University Gymnasium |
| Sức chứa: 7,000                          | Sức chứa: "N/A"                          |
|                                          | N/A                                      |

## Bốc thăm chia bảng
Có bốn bảng đấu. Bốc thăm chia bảng dựa vào thứ hạng của Giải vô địch bóng chuyền nữ châu Á 2013. Dưới đây là danh sách bảng đấu (Khi bốc thăm vẫn còn hai đội Turkmenistan và Fiji)
| Bảng A               | Bảng B                | Bảng C             | Bảng D           |
| -------------------- | --------------------- | ------------------ | ---------------- |
| Trung Quốc (Chủ nhà) | Thái Lan (1)          | Nhật Bản (2)       | Hàn Quốc (3)     |
| Iran (8)             | Đài Bắc Trung Hoa (7) | Việt Nam (6)       | Kazakhstan (5)   |
| Fiji (–) *           | Hồng Kông (13)        | Mông Cổ (14)       | Úc (9)           |
| Ấn Độ (11)           | Sri Lanka (15)        | Turkmenistan (–) * | Philippines (12) |

* Rút khỏi

## Vòng sơ bộ
- Tất cả theo giờ chuẩn Trung Quốc (UTC+08:00).

|  | Lọt vào bảng E |
|  | Lọt vào bảng F |
|  | Lọt vào bảng G |
|  | Lọt vào bảng H |

### Bảng A
|      |            | Trận đấu | Trận đấu | Điểm | Set | Set | Set   | Điểm | Điểm | Điểm  |
| Hạng | Đội        | T        | B        | Điểm | T   | B   | Tỉ lệ | T    | B    | Tỉ lệ |
| ---- | ---------- | -------- | -------- | ---- | --- | --- | ----- | ---- | ---- | ----- |
| 1    | Trung Quốc | 2        | 0        | 6    | 6   | 0   | MAX   | 150  | 68   | 2.206 |
| 2    | Iran       | 1        | 1        | 3    | 3   | 4   | 0.750 | 131  | 158  | 0.829 |
| 3    | Ấn Độ      | 0        | 2        | 0    | 1   | 6   | 0.167 | 115  | 170  | 0.676 |

| Ngày       | Thời gian |            | Điểm |       | Set 1 | Set 2 | Set 3 | Set 4 | Set 5 | Tổng  | Nguồn   |
| ---------- | --------- | ---------- | ---- | ----- | ----- | ----- | ----- | ----- | ----- | ----- | ------- |
| 20 tháng 5 | 19:30     | Ấn Độ      | 1–3  | Iran  | 25–20 | 17–25 | 20–25 | 21–25 |       | 83–95 | Báo cáo |
| 21 tháng 5 | 19:30     | Trung Quốc | 3–0  | Ấn Độ | 25–8  | 25–12 | 25–12 |       |       | 75–32 | Báo cáo |
| 22 tháng 5 | 19:30     | Trung Quốc | 3–0  | Iran  | 25–15 | 25–9  | 25–12 |       |       | 75–36 | Báo cáo |

### Bảng B
|      |                   | Trận đấu | Trận đấu | Điểm | Set | Set | Set   | Điểm | Điểm | Điểm  |
| Hạng | Đội               | T        | B        | Điểm | T   | B   | Tỉ lệ | T    | B    | Tỉ lệ |
| ---- | ----------------- | -------- | -------- | ---- | --- | --- | ----- | ---- | ---- | ----- |
| 1    | Thái Lan          | 3        | 0        | 9    | 9   | 0   | MAX   | 225  | 108  | 2.083 |
| 2    | Đài Bắc Trung Hoa | 2        | 1        | 6    | 6   | 3   | 2.000 | 205  | 147  | 1.395 |
| 3    | Hồng Kông         | 1        | 2        | 3    | 3   | 6   | 0.500 | 127  | 216  | 0.588 |
| 4    | Sri Lanka         | 0        | 3        | 0    | 0   | 9   | 0.000 | 139  | 225  | 0.618 |

| Ngày       | Thời gian |                   | Điểm |                   | Set 1 | Set 2 | Set 3 | Set 4 | Set 5 | Tổng  | Nguồn   |
| ---------- | --------- | ----------------- | ---- | ----------------- | ----- | ----- | ----- | ----- | ----- | ----- | ------- |
| 20 tháng 5 | 12:00     | Sri Lanka         | 0–3  | Hồng Kông         | 21–25 | 23–25 | 22–25 |       |       | 66–75 | Báo cáo |
| 20 tháng 5 | 14:00     | Đài Bắc Trung Hoa | 0–3  | Thái Lan          | 18–25 | 18–25 | 19–25 |       |       | 55–75 | Báo cáo |
| 21 tháng 5 | 12:00     | Thái Lan          | 3–0  | Hồng Kông         | 25–7  | 25–6  | 25–10 |       |       | 75–23 | Báo cáo |
| 21 tháng 5 | 12:00     | Đài Bắc Trung Hoa | 3–0  | Sri Lanka         | 25–10 | 25–23 | 25–10 |       |       | 75–43 | Báo cáo |
| 22 tháng 5 | 12:00     | Hồng Kông         | 0–3  | Đài Bắc Trung Hoa | 8–25  | 16–25 | 5–25  |       |       | 29–75 | Báo cáo |
| 22 tháng 5 | 16:00     | Sri Lanka         | 0–3  | Thái Lan          | 17–25 | 9–25  | 4–25  |       |       | 30–75 | Báo cáo |

### Bảng C
|      |          | Trận đấu | Trận đấu | Điểm | Set | Set | Set   | Điểm | Điểm | Điểm  |
| Hạng | Đội      | T        | B        | Điểm | T   | B   | Tỉ lệ | T    | B    | Tỉ lệ |
| ---- | -------- | -------- | -------- | ---- | --- | --- | ----- | ---- | ---- | ----- |
| 1    | Việt Nam | 2        | 0        | 5    | 6   | 2   | 3.000 | 181  | 155  | 1.168 |
| 2    | Nhật Bản | 1        | 1        | 4    | 5   | 3   | 1.667 | 185  | 152  | 1.217 |
| 3    | Mông Cổ  | 0        | 2        | 0    | 0   | 6   | 0.000 | 91   | 150  | 0.607 |

| Ngày       | Thời gian |          | Điểm |          | Set 1 | Set 2 | Set 3 | Set 4 | Set 5 | Tổng    | Nguồn   |
| ---------- | --------- | -------- | ---- | -------- | ----- | ----- | ----- | ----- | ----- | ------- | ------- |
| 20 tháng 5 | 12:00     | Việt Nam | 3–2  | Nhật Bản | 16–25 | 22–25 | 25–22 | 25–22 | 18–16 | 106–110 | Báo cáo |
| 21 tháng 5 | 14:00     | Việt Nam | 3–0  | Mông Cổ  | 25–18 | 25–14 | 25–13 |       |       | 75–45   | Báo cáo |
| 22 tháng 5 | 12:00     | Mông Cổ  | 0–3  | Nhật Bản | 20–25 | 15–25 | 11–25 |       |       | 46–75   | Báo cáo |

### Bảng D
|      |             | Trận đấu | Trận đấu | Điểm | Set | Set | Set   | Điểm | Điểm | Điểm  |
| Hạng | Đội         | T        | B        | Điểm | T   | B   | Tỉ lệ | T    | B    | Tỉ lệ |
| ---- | ----------- | -------- | -------- | ---- | --- | --- | ----- | ---- | ---- | ----- |
| 1    | Hàn Quốc    | 3        | 0        | 9    | 9   | 1   | 9.000 | 249  | 145  | 1.717 |
| 2    | Kazakhstan  | 2        | 1        | 6    | 6   | 3   | 2.000 | 210  | 157  | 1.338 |
| 3    | Úc          | 1        | 2        | 3    | 4   | 7   | 0.571 | 209  | 251  | 0.833 |
| 4    | Philippines | 0        | 3        | 0    | 1   | 9   | 0.111 | 134  | 249  | 0.538 |

| Ngày       | Thời gian |             | Điểm |             | Set 1 | Set 2 | Set 3 | Set 4 | Set 5 | Tổng  | Nguồn   |
| ---------- | --------- | ----------- | ---- | ----------- | ----- | ----- | ----- | ----- | ----- | ----- | ------- |
| 20 tháng 5 | 16:00     | Philippines | 1–3  | Úc          | 18–25 | 18–25 | 26–24 | 15–25 |       | 77–99 | Báo cáo |
| 20 tháng 5 | 19:30     | Kazakhstan  | 0–3  | Hàn Quốc    | 22–25 | 16–25 | 22–25 |       |       | 60–75 | Báo cáo |
| 21 tháng 5 | 16:00     | Úc          | 1–3  | Hàn Quốc    | 11–25 | 26–24 | 11–25 | 14–25 |       | 62–99 | Báo cáo |
| 21 tháng 5 | 16:00     | Kazakhstan  | 3–0  | Philippines | 25–11 | 25–10 | 25–13 |       |       | 75–34 | Báo cáo |
| 22 tháng 5 | 16:00     | Hàn Quốc    | 3–0  | Philippines | 25–8  | 25–7  | 25–8  |       |       | 75–23 | Báo cáo |
| 22 tháng 5 | 19:30     | Kazakhstan  | 3–0  | Úc          | 25–17 | 25–14 | 25–17 |       |       | 75–48 | Báo cáo |

## Vòng hai
Vòng bảng thứ hai diễn ra trong hai ngày 23 và 24 tháng 5
|  | Lọt vào vòng dành cho 8 đội mạnh nhất |
|  | Lọt vào vòng tranh hạng 9–12          |

### Bảng E
|      |            | Trận đấu | Trận đấu | Điểm | Set | Set | Set   | Điểm | Điểm | Điểm  |
| Hạng | Đội        | T        | B        | Điểm | T   | B   | Tỉ lệ | T    | B    | Tỉ lệ |
| ---- | ---------- | -------- | -------- | ---- | --- | --- | ----- | ---- | ---- | ----- |
| 1    | Trung Quốc | 3        | 0        | 9    | 9   | 0   | MAX   | 225  | 112  | 2.009 |
| 2    | Việt Nam   | 2        | 1        | 4    | 6   | 7   | 0.857 | 251  | 289  | 0.869 |
| 3    | Nhật Bản   | 1        | 2        | 4    | 5   | 6   | 0.833 | 228  | 235  | 0.970 |
| 4    | Iran       | 0        | 3        | 1    | 2   | 9   | 0.222 | 194  | 262  | 0.740 |

| Ngày       | Thời gian |            | Điểm |          | Set 1 | Set 2 | Set 3 | Set 4 | Set 5 | Tổng    | Nguồn   |
| ---------- | --------- | ---------- | ---- | -------- | ----- | ----- | ----- | ----- | ----- | ------- | ------- |
| 23 tháng 5 | 12:00     | Iran       | 2–3  | Việt Nam | 25–21 | 17–25 | 28–26 | 22–25 | 12–15 | 104–112 | Báo cáo |
| 23 tháng 5 | 19:30     | Trung Quốc | 3–0  | Nhật Bản | 25–19 | 25–14 | 25–10 |       |       | 75–43   | Báo cáo |
| 24 tháng 5 | 16:00     | Iran       | 0–3  | Nhật Bản | 19–25 | 19–25 | 16–25 |       |       | 54–75   | Báo cáo |
| 24 tháng 5 | 19:30     | Trung Quốc | 3–0  | Việt Nam | 25–11 | 25–11 | 25–11 |       |       | 75–33   | Báo cáo |

### Bảng F
|      |                   | Trận đấu | Trận đấu | Điểm | Set | Set | Set   | Điểm | Điểm | Điểm  |
| Hạng | Đội               | T        | B        | Điểm | T   | B   | Tỉ lệ | T    | B    | Tỉ lệ |
| ---- | ----------------- | -------- | -------- | ---- | --- | --- | ----- | ---- | ---- | ----- |
| 1    | Hàn Quốc          | 3        | 0        | 8    | 9   | 2   | 4.500 | 254  | 208  | 1.221 |
| 2    | Thái Lan          | 2        | 1        | 7    | 8   | 3   | 2.667 | 247  | 191  | 1.293 |
| 3    | Đài Bắc Trung Hoa | 1        | 2        | 2    | 3   | 8   | 0.375 | 201  | 246  | 0.817 |
| 4    | Kazakhstan        | 0        | 3        | 1    | 2   | 9   | 0.222 | 188  | 196  | 0.959 |

| Ngày       | Thời gian |                   | Điểm |            | Set 1 | Set 2 | Set 3 | Set 4 | Set 5 | Tổng   | Nguồn   |
| ---------- | --------- | ----------------- | ---- | ---------- | ----- | ----- | ----- | ----- | ----- | ------ | ------- |
| 23 tháng 5 | 14:00     | Thái Lan          | 3–0  | Kazakhstan | 25–11 | 25–9  | 25–12 |       |       | 75–32  | Báo cáo |
| 23 tháng 5 | 16:00     | Đài Bắc Trung Hoa | 0–3  | Hàn Quốc   | 12–25 | 20–25 | 19–25 |       |       | 51–75  | Báo cáo |
| 24 tháng 5 | 12:00     | Đài Bắc Trung Hoa | 3–2  | Kazakhstan | 25–10 | 25–22 | 15–25 | 23–25 | 16–14 | 104–96 | Báo cáo |
| 24 tháng 5 | 14:00     | Thái Lan          | 2–3  | Hàn Quốc   | 25–21 | 17–25 | 25–18 | 19–25 | 11–15 | 97–104 | Báo cáo |

### Bảng G
|      |         | Trận đấu | Trận đấu | Điểm | Set | Set | Set   | Điểm | Điểm | Điểm  |
| Hạng | Đội     | T        | B        | Điểm | T   | B   | Tỉ lệ | T    | B    | Tỉ lệ |
| ---- | ------- | -------- | -------- | ---- | --- | --- | ----- | ---- | ---- | ----- |
| 1    | Ấn Độ   | 1        | 0        | 3    | 3   | 0   | MAX   | 75   | 49   | 1.531 |
| 2    | Mông Cổ | 0        | 1        | 0    | 0   | 3   | 0.000 | 49   | 75   | 0.653 |

| Ngày       | Thời gian |       | Điểm |         | Set 1 | Set 2 | Set 3 | Set 4 | Set 5 | Tổng  | Nguồn   |
| ---------- | --------- | ----- | ---- | ------- | ----- | ----- | ----- | ----- | ----- | ----- | ------- |
| 24 tháng 5 | 12:00     | Ấn Độ | 3–0  | Mông Cổ | 25–18 | 25–15 | 25–16 |       |       | 75–49 | Báo cáo |

### Bảng H
|      |             | Trận đấu | Trận đấu | Điểm | Set | Set | Set   | Điểm | Điểm | Điểm  |
| Hạng | Đội         | T        | B        | Điểm | T   | B   | Tỉ lệ | T    | B    | Tỉ lệ |
| ---- | ----------- | -------- | -------- | ---- | --- | --- | ----- | ---- | ---- | ----- |
| 1    | Úc          | 3        | 0        | 8    | 9   | 4   | 2.250 | 298  | 272  | 1.096 |
| 2    | Philippines | 2        | 1        | 5    | 7   | 6   | 1.167 | 275  | 270  | 1.019 |
| 3    | Hồng Kông   | 1        | 2        | 4    | 6   | 6   | 1.000 | 256  | 262  | 0.977 |
| 4    | Sri Lanka   | 0        | 3        | 1    | 3   | 9   | 0.333 | 251  | 276  | 0.909 |

| Ngày       | Thời gian |           | Điểm |             | Set 1 | Set 2 | Set 3 | Set 4 | Set 5 | Tổng    | Nguồn   |
| ---------- | --------- | --------- | ---- | ----------- | ----- | ----- | ----- | ----- | ----- | ------- | ------- |
| 23 tháng 5 | 14:00     | Hồng Kông | 2–3  | Philippines | 25–21 | 25–18 | 20–25 | 16–25 | 11–15 | 97–104  | Báo cáo |
| 23 tháng 5 | 16:00     | Sri Lanka | 2–3  | Úc          | 22–25 | 19–25 | 25–19 | 25–16 | 20–22 | 111–107 | Báo cáo |
| 24 tháng 5 | 14:00     | Hồng Kông | 1–3  | Úc          | 17–25 | 25–27 | 25–15 | 17–25 |       | 84–92   | Báo cáo |
| 24 tháng 5 | 16:00     | Sri Lanka | 1–3  | Philippines | 14–25 | 25–19 | 18–25 | 17–25 |       | 74–94   | Báo cáo |

## Tranh hạng 9-12

### Tranh hạng 9-12
|  | Tranh hạng 9-12        | Tranh hạng 9-12 |                        |   | Tranh hạng 9 | Tranh hạng 9 |
|  |                        |                 |                        |   |              |              |
|  | 26 tháng 5 - Thiên Tân |                 |                        |   |              |              |
|  |                        |                 |                        |   |              |              |
|  | Ấn Độ                  | 3               |                        |   |              |              |
|  | Ấn Độ                  | 3               | 27 tháng 5 - Thiên Tân |   |              |              |
|  | Philippines            | 0               |                        |   |              |              |
|  | Philippines            | 0               | Ấn Độ                  | 2 |              |              |
|  | 26 tháng 5 - Thiên Tân |                 | Ấn Độ                  | 2 |              |              |
|  |                        | Úc              | 3                      |   |              |              |
|  | Úc                     | Úc              | 3                      | 3 |              |              |
|  | Úc                     |                 |                        | 3 |              |              |
|  | Mông Cổ                | 1               |                        |   |              |              |
|  | Mông Cổ                | 1               | Tranh hạng 11          |   |              |              |
|  |                        |                 |                        |   |              |              |
|  | 27 tháng 5 - Thiên Tân |                 |                        |   |              |              |
|  |                        |                 |                        |   |              |              |
|  | Philippines            | 1               |                        |   |              |              |
|  | Philippines            | 1               |                        |   |              |              |
|  | Mông Cổ                | 3               |                        |   |              |              |

#### Tranh hạng 9-12
| Ngày       | Thời gian |       | Điểm |             | Set 1 | Set 2 | Set 3 | Set 4 | Set 5 | Tổng  | Nguồn   |
| ---------- | --------- | ----- | ---- | ----------- | ----- | ----- | ----- | ----- | ----- | ----- | ------- |
| 26 tháng 5 | 12:00     | Ấn Độ | 3–0  | Philippines | 27–25 | 25–13 | 25–20 |       |       | 75–58 | Báo cáo |
| 26 tháng 5 | 14:00     | Úc    | 3–1  | Mông Cổ     | 25–20 | 24–26 | 25–15 | 25–19 |       | 99–80 | Báo cáo |

#### Tranh hạng 11
| Ngày       | Thời gian |             | Điểm |         | Set 1 | Set 2 | Set 3 | Set 4 | Set 5 | Tổng   | Nguồn   |
| ---------- | --------- | ----------- | ---- | ------- | ----- | ----- | ----- | ----- | ----- | ------ | ------- |
| 27 tháng 5 | 12:00     | Philippines | 1–3  | Mông Cổ | 18–25 | 13–25 | 30–28 | 22–25 |       | 83–103 | Báo cáo |

#### Tranh hạng 9
| Ngày       | Thời gian |       | Điểm |    | Set 1 | Set 2 | Set 3 | Set 4 | Set 5 | Tổng   | Nguồn   |
| ---------- | --------- | ----- | ---- | -- | ----- | ----- | ----- | ----- | ----- | ------ | ------- |
| 27 tháng 5 | 14:00     | Ấn Độ | 2–3  | Úc | 18–25 | 25–16 | 25–22 | 17–25 | 13–15 | 98–103 | Báo cáo |

## Chung kết
- Tất cả theo giờ chuẩn Trung Quốc (UTC+08:00).

### Vòng dành cho 8 đội mạnh nhất
|  | Tứ kết                 | Tứ kết                 |                        |   | Bán kết  | Bán kết  |  |  | Chung kết | Chung kết |
|  |                        |                        |                        |   |          |          |  |  |           |           |
|  | 26 tháng 5 - Thiên Tân |                        |                        |   |          |          |  |  |           |           |
|  |                        |                        |                        |   |          |          |  |  |           |           |
|  | Trung Quốc             | 3                      |                        |   |          |          |  |  |           |           |
|  | Trung Quốc             | 3                      | 27 tháng 5 - Thiên Tân |   |          |          |  |  |           |           |
|  | Kazakhstan             | 0                      |                        |   |          |          |  |  |           |           |
|  | Kazakhstan             | 0                      | Trung Quốc             | 3 |          |          |  |  |           |           |
|  | 26 tháng 5 - Thiên Tân |                        | Trung Quốc             | 3 |          |          |  |  |           |           |
|  |                        | Thái Lan               | 1                      |   |          |          |  |  |           |           |
|  | Thái Lan               | Thái Lan               | 1                      | 3 |          |          |  |  |           |           |
|  | Thái Lan               |                        | 28 tháng 5 - Thiên Tân | 3 |          |          |  |  |           |           |
|  | Nhật Bản               | 0                      |                        |   |          |          |  |  |           |           |
|  | Nhật Bản               | 0                      | Trung Quốc             | 3 |          |          |  |  |           |           |
|  | 26 tháng 5 - Thiên Tân |                        | Trung Quốc             | 3 |          |          |  |  |           |           |
|  |                        | Hàn Quốc               | 0                      |   |          |          |  |  |           |           |
|  | Hàn Quốc               | Hàn Quốc               | 0                      | 3 |          |          |  |  |           |           |
|  | Hàn Quốc               | 27 tháng 5 - Thiên Tân |                        | 3 |          |          |  |  |           |           |
|  | Iran                   | 1                      |                        |   |          |          |  |  |           |           |
|  | Iran                   | 1                      | Hàn Quốc               | 3 |          |          |  |  |           |           |
|  | 26 tháng 5 - Thiên Tân |                        | Hàn Quốc               | 3 |          |          |  |  |           |           |
|  |                        | Đài Bắc Trung Hoa      | 1                      |   | Vị trí 3 | Vị trí 3 |  |  |           |           |
|  | Việt Nam               | Đài Bắc Trung Hoa      | 1                      | 0 | Vị trí 3 | Vị trí 3 |  |  |           |           |
|  | Việt Nam               |                        | 28 tháng 5 - Thiên Tân | 0 |          |          |  |  |           |           |
|  | Đài Bắc Trung Hoa      | 3                      |                        |   |          |          |  |  |           |           |
|  | Đài Bắc Trung Hoa      | 3                      | Thái Lan               | 3 |          |          |  |  |           |           |
|  |                        |                        |                        |   |          |          |  |  |           |           |
|  | Đài Bắc Trung Hoa      | 0                      |                        |   |          |          |  |  |           |           |
|  | Đài Bắc Trung Hoa      | 0                      |                        |   |          |          |  |  |           |           |

|  | Vị trí 5–8             | Vị trí 5–8 |                        |   | Vị trí 5 | Vị trí 5 |
|  |                        |            |                        |   |          |          |
|  | 27 tháng 5 - Thiên Tân |            |                        |   |          |          |
|  |                        |            |                        |   |          |          |
|  | Kazakhstan             | 0          |                        |   |          |          |
|  | Kazakhstan             | 0          | 28 tháng 5 - Thiên Tân |   |          |          |
|  | Nhật Bản               | 3          |                        |   |          |          |
|  | Nhật Bản               | 3          | Nhật Bản               | 1 |          |          |
|  | 27 tháng 5 - Thiên Tân |            | Nhật Bản               | 1 |          |          |
|  |                        | Việt Nam   | 3                      |   |          |          |
|  | Iran                   | Việt Nam   | 3                      | 1 |          |          |
|  | Iran                   |            |                        | 1 |          |          |
|  | Việt Nam               | 3          |                        |   |          |          |
|  | Việt Nam               | 3          | Vị trí 7               |   |          |          |
|  |                        |            |                        |   |          |          |
|  | 28 tháng 5 - Thiên Tân |            |                        |   |          |          |
|  |                        |            |                        |   |          |          |
|  | Kazakhstan             | 3          |                        |   |          |          |
|  | Kazakhstan             | 3          |                        |   |          |          |
|  | Iran                   | 0          |                        |   |          |          |

### Tứ kết
| Ngày       | Thời gian |            | Điểm |                   | Set 1 | Set 2 | Set 3 | Set 4 | Set 5 | Tổng  | Nguồn   |
| ---------- | --------- | ---------- | ---- | ----------------- | ----- | ----- | ----- | ----- | ----- | ----- | ------- |
| 26 tháng 5 | 12:00     | Việt Nam   | 0–3  | Đài Bắc Trung Hoa | 18–25 | 20–25 | 19–25 |       |       | 57–75 | Báo cáo |
| 26 tháng 5 | 14:00     | Thái Lan   | 3–0  | Nhật Bản          | 25–16 | 25–15 | 25–14 |       |       | 75–45 | Báo cáo |
| 26 tháng 5 | 16:00     | Trung Quốc | 3–0  | Kazakhstan        | 25–13 | 25–11 | 25–11 |       |       | 75–35 | Báo cáo |
| 26 tháng 5 | 19:30     | Hàn Quốc   | 3–1  | Iran              | 25–17 | 22–25 | 25–17 | 25–14 |       | 97–73 | Báo cáo |

### Vị trí 5–8
| Ngày       | Thời gian |            | Điểm |          | Set 1 | Set 2 | Set 3 | Set 4 | Set 5 | Tổng  | Nguồn   |
| ---------- | --------- | ---------- | ---- | -------- | ----- | ----- | ----- | ----- | ----- | ----- | ------- |
| 27 tháng 5 | 12:00     | Iran       | 1–3  | Việt Nam | 25–18 | 18–25 | 22–25 | 18–25 |       | 83–93 | Báo cáo |
| 27 tháng 5 | 14:00     | Kazakhstan | 0–3  | Nhật Bản | 20–25 | 18–25 | 16–25 |       |       | 54–75 | Báo cáo |

### Bán kết
| Ngày       | Thời gian |            | Điểm |                   | Set 1 | Set 2 | Set 3 | Set 4 | Set 5 | Tổng  | Nguồn   |
| ---------- | --------- | ---------- | ---- | ----------------- | ----- | ----- | ----- | ----- | ----- | ----- | ------- |
| 27 tháng 5 | 16:00     | Trung Quốc | 3–1  | Thái Lan          | 22–25 | 25–22 | 25–10 | 25–23 |       | 97–80 | Báo cáo |
| 27 tháng 5 | 19:30     | Hàn Quốc   | 3–1  | Đài Bắc Trung Hoa | 25–16 | 25–13 | 23–25 | 25–15 |       | 98–69 | Báo cáo |

### Vị trí 7
| Ngày       | Thời gian |            | Điểm |      | Set 1 | Set 2 | Set 3 | Set 4 | Set 5 | Tổng  | Nguồn   |
| ---------- | --------- | ---------- | ---- | ---- | ----- | ----- | ----- | ----- | ----- | ----- | ------- |
| 28 tháng 5 | 12:00     | Kazakhstan | 3–0  | Iran | 25–21 | 25–18 | 25–19 |       |       | 75–58 | Báo cáo |

### Vị trí 5
| Ngày       | Thời gian |          | Điểm |          | Set 1 | Set 2 | Set 3 | Set 4 | Set 5 | Tổng  | Nguồn   |
| ---------- | --------- | -------- | ---- | -------- | ----- | ----- | ----- | ----- | ----- | ----- | ------- |
| 28 tháng 5 | 14:00     | Nhật Bản | 1–3  | Việt Nam | 23–25 | 17–25 | 25–21 | 19–25 |       | 84–98 | Báo cáo |

### Vị trí 3
| Ngày       | Thời gian |          | Điểm |                   | Set 1 | Set 2 | Set 3 | Set 4 | Set 5 | Tổng  | Nguồn   |
| ---------- | --------- | -------- | ---- | ----------------- | ----- | ----- | ----- | ----- | ----- | ----- | ------- |
| 28 tháng 5 | 16:00     | Thái Lan | 3–0  | Đài Bắc Trung Hoa | 25–14 | 25–14 | 25–10 |       |       | 75–38 | Báo cáo |

### Chung kết
| Ngày       | Thời gian |            | Điểm |          | Set 1 | Set 2 | Set 3 | Set 4 | Set 5 | Tổng  | Nguồn   |
| ---------- | --------- | ---------- | ---- | -------- | ----- | ----- | ----- | ----- | ----- | ----- | ------- |
| 28 tháng 5 | 19:30     | Trung Quốc | 3–0  | Hàn Quốc | 25–21 | 25–21 | 25–21 |       |       | 75–63 | Báo cáo |

## Bảng xếp hạng chung cuộc
| Hạng | Đội tuyển         |
| ---- | ----------------- |
| 1    | Trung Quốc        |
| 2    | Hàn Quốc          |
| 3    | Thái Lan          |
| 4    | Đài Bắc Trung Hoa |
| 5    | Việt Nam          |
| 6    | Nhật Bản          |
| 7    | Kazakhstan        |
| 8    | Iran              |
| 9    | Úc                |
| 10   | Ấn Độ             |
| 11   | Mông Cổ           |
| 12   | Philippines       |
| 13   | Hồng Kông         |
| 14   | Sri Lanka         |

| Giải vô địch bóng chuyền nữ châu Á 2015 |
| --------------------------------------- |
| · Trung Quốc · Lần 13                   |

## Giải thưởng
| - Most Valuable Player Zhu Ting - Best Setter Shen Jingsi - Best Outside Spikers Zhu Ting Kim Yeon-koung | - Best Middle Blocker Pleumjit Thinkaow - Best Opposite Spiker Zeng Chunlei - Best Libero Nam Jie-youn |